# Grace Coolidge
Grace Anna Goodhue Coolidge (Vermont, 3. siječnja 1879. – 8. srpnja 1957.) je bila supruga 30. američkog predsjednika Calvina Coolidgea od 3. kolovoza 1923. do 4. ožujka 1929.